# Xian de Lhazê
Pour les articles homonymes, voir Lazi (homonymie).
Le xian de Lhazê (拉孜县 ; pinyin : Lāzī Xiàn) est un district administratif de la région autonome du Tibet en Chine. Il est placé sous la juridiction de la ville-préfecture de Xigazê.

## Démographie
La population du district était de 47 252 habitants en 1999.
La ville de Quxar comptait 5 166 habitants en 2000.